# 印卫-4C
印卫-4C（INSAT-4C，又称“印度国家卫星-4C”），印度研发的通讯卫星，价值9.7亿卢比，重约2吨，用作通信、广播和气象服务。
2006年7月10日下午5点38分，印度军方在印中央邦萨提什达万航天中心用一枚“地球同步卫星运载火箭-F02”发射一颗“印卫-4C”通讯卫星。但在距离地面约70公里处火箭失去控制并爆炸，卫星也随之损失，残骸跌落在孟加拉湾。